# Evan Mobley
Evan Mobley (ur. 18 czerwca 2001 w San Diego) – amerykański koszykarz, występujący na pozycjach silnego skrzydłowego lub środkowego, obecnie zawodnik Cleveland Cavaliers.
W 2020 został wybrany najlepszym zawodnikiem szkół średnich w Stanach Zjednoczonych (Morgan Wootten National Player of the Year, The Press-Enterprise Player of the Year – 2019) oraz stanu Kalifornia (California Gatorade Player of the Year – 2019, 2020). Wystąpił (2020) w meczach gwiazd szkół średnich – McDonald’s All-American, Jordan Brand Classic, Nike Hoop Summit. Został też zaliczony do I składu USA Today All-California (2019) oraz MaxPreps Sophomore All-America Honorable Mention (2018).

## Osiągnięcia
Stan na 21 września 2023, na podstawie, o ile nie zaznaczono inaczej.
NCAA
- Uczestnik rozgrywek Elite 8 turnieju NCAA (2021)
- Koszykarz roku konferencji Pac-12 (2021)[5]
- Obrońca roku (2021)[6]
- Najlepszy pierwszoroczny zawodnik Pac-12 (2021)[7]
- MVP turnieju Legends Classic (2021)
- Zaliczony do:
  - I składu:
    - Pac-12 (2021)
    - defensywnego Pac-12 (2021)
    - turnieju:
      - Pac-12 (2021)
      - Legends Classic (2021)

    - najlepszych pierwszorocznych zawodników Pac-12 (2021)

  - II składu:
    - All-American (2021)
    - Academic All-American (2021)
- Lider Pac-12 w:
  - średniej:
    - zbiórek (8,7 – 2021)
    - bloków (2,9 – 2021)

  - liczbie:
    - punktów (540 – 2021)
    - zbiórek (286 – 2021)
    - celnych rzutów z gry (197 – 2021)
    - oddanych rzutów wolnych (193 – 2021)

  - skuteczności rzutów z gry (57,8% – 2021)
- Zawodnik tygodnia Pac-12 (8.02.2021)
- Pierwszoroczny zawodnik tygodni Pac-12 (7.12.2020, 14.12.2020, 11.01.2021, 25.01.2021, 8.02.2021, 15.02.2021, 8.03.2021)

NBA
- Debiutant miesiąca NBA (listopad 2021)
- Zwycięzca konkursu:
  - Skills Challenge (2022)[8]
  - turnieju Clorox Rising Stars (2022)[9]
- Zaliczony do I składu:
  - defensywnego NBA (2023)[10]
  - debiutantów NBA (2022)[11]
- Uczestnik turnieju drużynowego Rising Stars Challenge (2022, 2023[12])

Reprezentacja
- Mistrz świata:
  - U-19 (2019)
  - U-17 (2018)